# Louis Joachim de Boisjourdan
Louis Joachim de Boisjourdan ou du Bois-Jourdan, est un homme politique français né le 26 mars 1783 à Grez-en-Bouère et mort le 29 avril 1826 à Grez-en-Bouère au château du Bois-Jourdan.

## Biographie

### Origine
Il est issu des Bois-Jourdan de Chasnay, en Grez-en-Bouère. La famille est d'ancienne noblesse et attestée depuis le XVe siècle et a donné surtout de nombreux soldats.
Il est le fils de Louis-Marie du Boisjourdan et de Françoise-Victoire de Pierres, il fut nommé par son grand-père, Louis-François-Séraphin du Boisjourdan, qui vécut encore assez pour faire connaissance avec les prisons révolutionnaires. Il épousa, en 1806, Agathe-Marie Guittau. Les Bois-Jourdan portaient : d'or semé de fleurs de lis d'azur à 3 losanges de gueules. Il est le cousin par alliance de Louis Florent de Bonchamps.

### Carrière politique
Son jeune âge l'empêcha de servir dans la compagnie des Chouans de Fromentières, où étaient enrôlés ses deux beaux-frères, MM. Jarret de la Mairie et Marc Prosper de Girard de Charnacé. Son père, ancien officier des Dragons, émigre et meurt à Cochein dans l'électorat de Trêves le 10 mai 1792.
Les Boisjourdan, grands propriétaires fonciers, possédaient dans l'arrondissement de Château-Gontier une douzaine de domaines et de résidences. La Statistique de 1809 situe les principaux à Saint-Denis-du-Maine et à Grez-en-Bouère. Les Boisjourdan possédèrent : l'Aunay (Grez-en-Bouère), le Boulay, Chasnay, la Cormeraie, les Courants, l'Érable, Joubert, Meignanne, Malabry, Montavalon, la Prioulière, la Sevaudière, etc..
Il est nommé maire de Bouère sous le Premier Empire, s'attirant les éloges du préfet. Il est désigné comme un des Grands notables du Premier Empire du département de la Mayenne.
Sous la Seconde Restauration, il est maire de Château-Gontier du 12 avril 1816 au 31 décembre 1820, et de Grez-en-Bouère en 1824, et enfin élu député le 25 février 1824.
Il est élu député aux Élections législatives de 1824 par le 2e arrondissement électoral de la Mayenne, à Château-Gontier, avec 161 voix sur 247 votants et 259 inscrits, contre 78 voix à M. Royer-Collard. Il est député de la Mayenne de 1824 à 1826, siégeant au centre et soutenant les ministères de la Restauration.
Il mourut pendant la session, et fut remplacé par Annibal-Charles-Louis de Farcy. Il est mort sans enfants, aussi bien que son jeune frère Lancelot-Jacob, décédé le 14 mars 1814, « avec le regrès de n'avoir pas soutenu l'honneur de sa maison et de l'ordre de Malte dont il avait fait partie ».

### Agriculture
Il participe à la modernisation de l'agriculture en Mayenne pendant la première moitié du XIXe siècle. Il installe en 1806 sur ses terres le premier four à chaux marchant à la houille pour y cuire les déchets  de l'exploitation des carrières de Marbre de Bouère. c'est un fourneau « sans fin » utilisant de la houille extraite dans le Maine-et-Loire.
Il découvre dans le Bassin houiller de Laval entre 1813 et 1816 les premières mines d'anthracite de la Mayenne. La première concession de mine d'Anthracite  à cheval sur les départements de la Mayenne et de la Sarthe est accordée par ordonnance de Louis XVIII à Louis Joachim de Boisjourdan, René Chappe et Pierre François sur une surface de 22 km2.
Il développe la production de la graine de trèfle qui trouvera des débouchés importants en Hollande et en Angleterre.
Il participe à l'amélioration de l'élevage, ainsi dans les essais de croisement de cheval angevin avec l'étalon arabe ramené d'Egypte par Napoléon Bonaparte, et élevé au Château du Bois-Montbourcher par Guy de Charnacé

## Sources
- « Louis Joachim de Boisjourdan », dans Adolphe Robert et Gaston Cougny, Dictionnaire des parlementaires français, Edgar Bourloton, 1889-1891 [détail de l’édition]
- « Louis Joachim de Boisjourdan », dans Alphonse-Victor Angot et Ferdinand Gaugain, Dictionnaire historique, topographique et biographique de la Mayenne, Laval, A. Goupil, 1900-1910 [détail des éditions] (BNF 34106789, présentation en ligne), t. I. Article Bois-Jourdan
- François Dornic, Grands notables du Premier Empire : département de la Mayenne, éditions du CNRS, 1986. p. 64-66.
- Bernard Crenn, Les profils sociaux des entrepreneurs de chaux des marges armoricaines des années 1840, Annales de Bretagne et des pays de l'Ouest Année 1997 104-3 pp. 139-148
- Valérie Chapeau, Le cheval objet de toutes les attentions et contestations sous la Restauration (1816-1830), La Mayenne, archéologie, histoire, 2017

### Sources partielles utilisées par l'Abbé Angot
- Bibliothèque national de France, Pièces originales et Cabinet des Titres, 1042 et 1044 ; fds Clairambault, XVI, 131 ; XXIV, 115.
- Etude de Grez-en-Bouère. *
- Archives départementales de Maine-et-Loire, E. 1 719.
- Archives départementales de la Sarthe, H. 1 à 17 ; B. 635, 400.
- Mauxion, Chronique manuscrite de Bouère.
- Archives nationales, X/1a, 1 483, f. 24.
- Ch. Pointeau, Capitaines manceaux.
- Archives départementales de la Mayenne, B. 51, 2 275, 2 366, 2 394, 2 404, 2 410, 2 606, 2 681.
- Revue du Maine, t. IX, p. 345. —
- Du Buisson, Vie de Turenne, t. II, p. 319.
- Journal de Château-Gontier, 2, 22, 29 octobre 1854.
- La Sentinelle de l'armée, 8 février 1837.
- Notes de M. René Gadbin.